# Halima Hachlaf
Pour les articles homonymes, voir Hachlaf.
Halima Hachlaf (née le 6 septembre 1988 à Boumia) est une athlète marocaine spécialiste du 800 mètres.

## Carrière
En juin 2011, la Marocaine remporte le 800 mètres du meeting des Bislett Games d'Oslo, cinquième étape de la Ligue de diamant 2011 en 1 min 58 s 27, devant Mariya Savinova et Caster Semenya. Elle améliore de treize centièmes de seconde son record personnel et établit provisoirement la meilleure performance mondiale de l'année sur la distance. 

## Palmarès
| Date | Compétition             | Lieu     | Résultat | Épreuve   | Temps         |
| ---- | ----------------------- | -------- | -------- | --------- | ------------- |
| 2007 | Jeux panarabes          | Le Caire | 3e       | 800 m     | 2 min 09 s 50 |
| 2009 | Championnats panarabes  | Damas    | 1re      | 800 m     | 2 min 07 s 17 |
| 2009 | Championnats panarabes  | Damas    | 1re      | 4 x 400 m | 3 min 40 s 58 |
| 2009 | Jeux méditerranéens     | Pescara  | 2e       | 800 m     | 2 min 00 s 91 |
| 2009 | Jeux de la Francophonie | Beyrouth | 2e       | 800 m     | 2 min 02 s 76 |
| 2009 | Jeux de la Francophonie | Beyrouth | 3e       | 4 x 400 m | 3 min 37 s 72 |
| 2019 | Championnats panarabes  | Le Caire | 1re      | 800 m     | 2 min 07 s 95 |
| 2019 | Championnats panarabes  | Le Caire | 2e       | 4 x 400 m | 3 min 49 s 85 |
| 2019 | Jeux africains          | Rabat    | 5e       | 800 m     | 2 min 03 s 82 |

## Famille
Elle est la sœur de l'athlète Abdelkader Hachlaf.